# Tocos do Moji
Tocos do Moji là một đô thị thuộc bang Minas Gerais, Brasil. Đô thị này có diện tích 114,945 km², dân số năm 2007 là 3926 người, mật độ 35,2 người/km².